# Rândunică cu gât alb
Rândunica cu gât alb (Hirundo albigularis) este o specie de pasăre din familia Hirundinidae. Este o specie comună, întâlnită în sudul Africii, care a beneficiat de oportunitățile sporite de cuibărit oferite de construcția de poduri și baraje.

## Descriere
Rândunica cu gâtul alb are 14–17 cm lungime. Are părțile superioare de culoare albastru-închis lucios și o coroană de culoare castaniu strălucitor. O bandă albastru închis-negru separă gâtul alb de părțile inferioare albe cenușii și de penele de sub aripi. Aripile superioare, penele de zbor și coada bifurcată sunt de culoare albastru-închis, dar subcoada are pete albe lângă vârfurile penelor. Gâtul alb și banda închisă de pe piept  sunt ceea ce le deosebește de celelalte specii similare de Hirundo. Penele exterioare sunt mai lungi la mascul decât la femelă. Juvenilii sunt mai șterși decât adulții, cu pene exterioare mai scurte ale cozii și o coroană maronie. Sunetul său este un amestec de triluri și ciripit.

## Distribuție și habitat
Rândunica se reproduce în sudul Africii, din Angola și Zambia spre sud până la Capul Bunei Speranțe în Africa de Sud. Este în principal o pasăre migratoare, iernând în Angola, Zambia și sudul Zairului. Trăiește în zone de pășune, cu o preferință pentru zonele înalte și apa din apropiere. Se găsește adesea în jurul structurilor create de om.

## Comportament
Rândunica cu gâtul alb construiește un cuib de noroi în formă de castron, cu o căptușeală moale de iarbă sau păr. Cuibul este de obicei în apropierea apei sau deasupra apei și este construit pe o margine pe o suprafață de stâncă sau pe o structură artificială, cum ar fi o clădire, un perete de baraj, un canal sau un pod. Clădirile nelocuite sunt preferate caselor. Cuibul poate fi reutilizat pentru o nouă serie de pui în același an sau în anii următori.
De obicei femela depune trei ouă albe cu pete maro și gri-albastru, pe care le clocește singură timp de 15-16 zile până la ecloziune. Ambii părinți hrănesc apoi puii. Penele cresc în 20-21 de zile, iar după primul zbor, păsările tinere se vor întoarce la cuib pentru a se adăposti. De asemenea, pot înota pe o distanță scurtă dacă cad din cuib. 

### Hrănire
Se hrănește în principal cu insecte zburătoare, pe care le urmărește cu un zbor rapid răsucit ca rândunica de hambar.

## Galerie

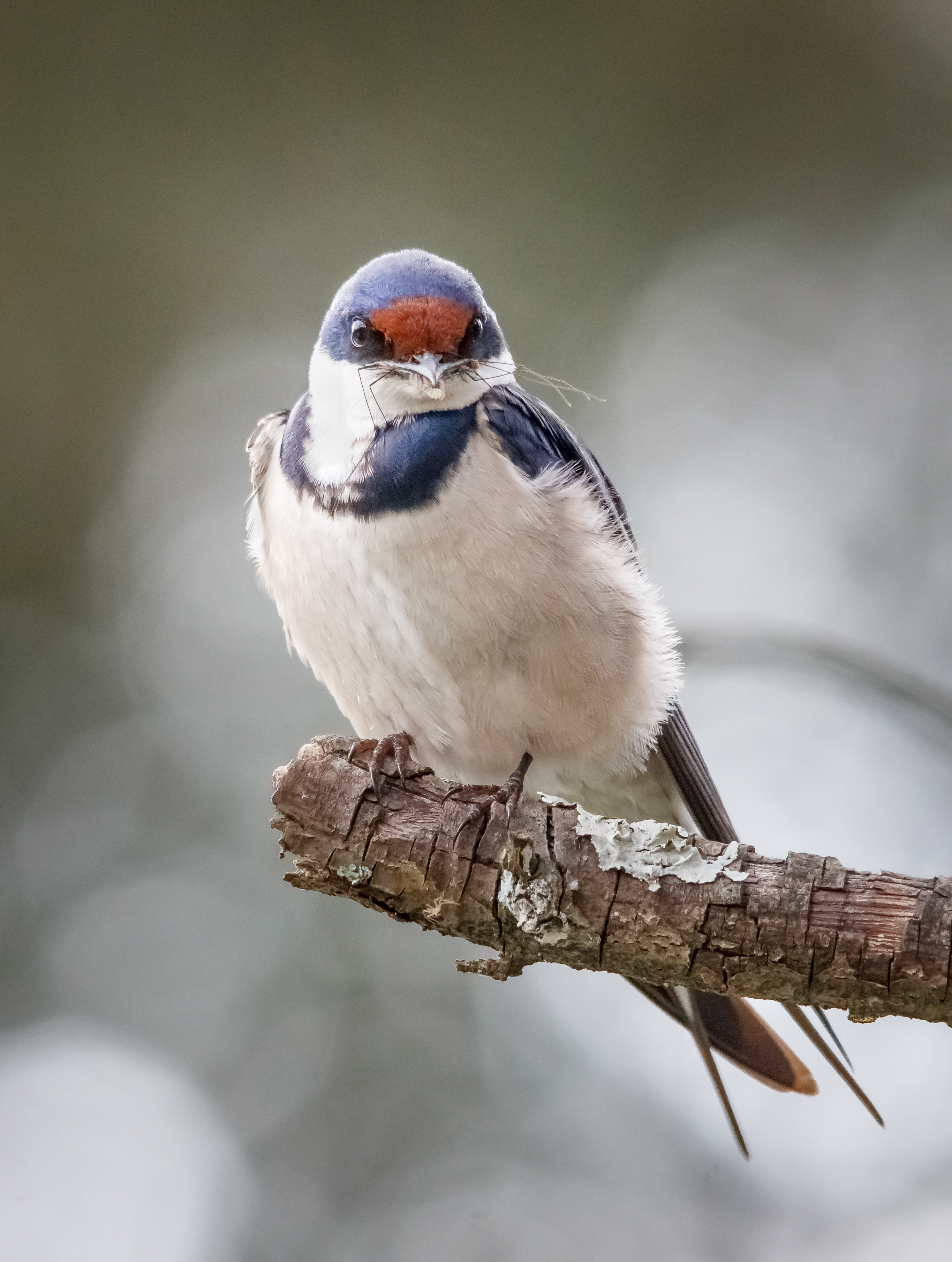
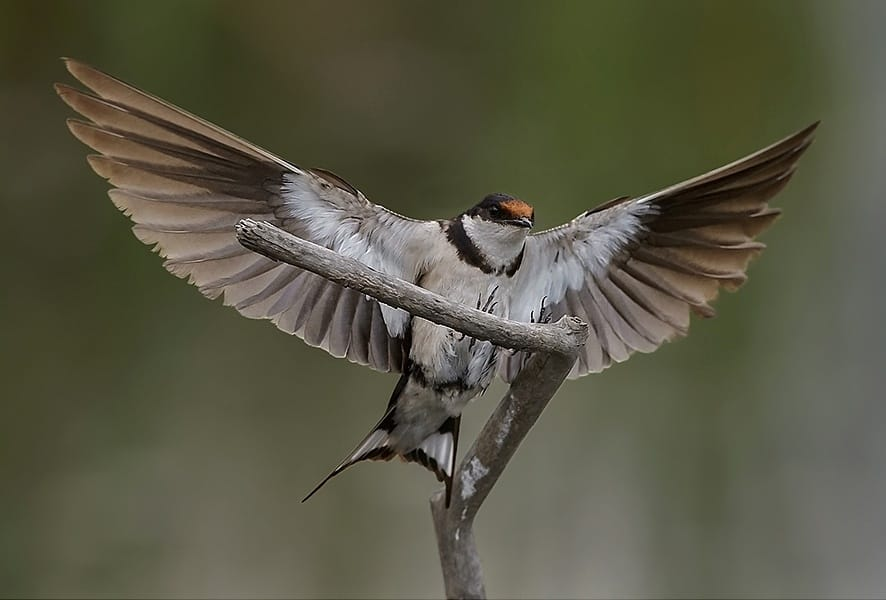
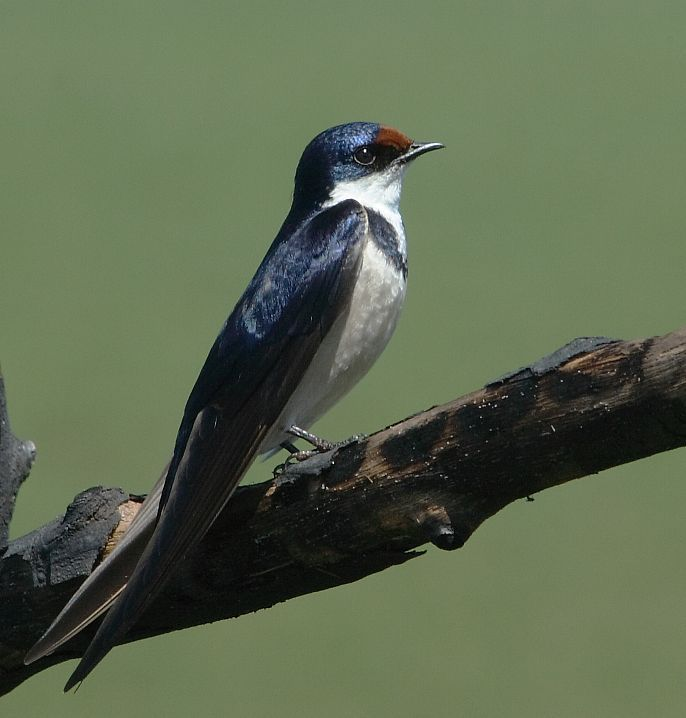
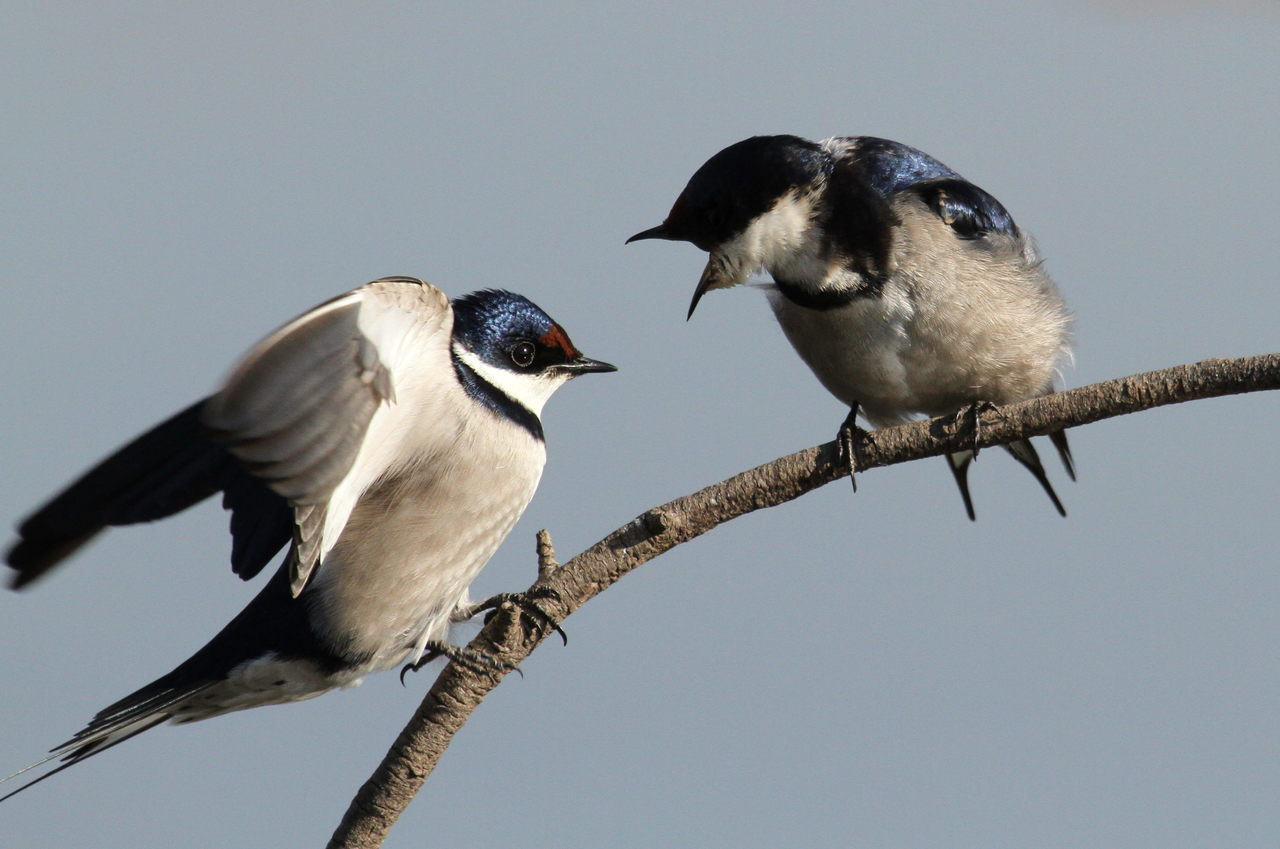
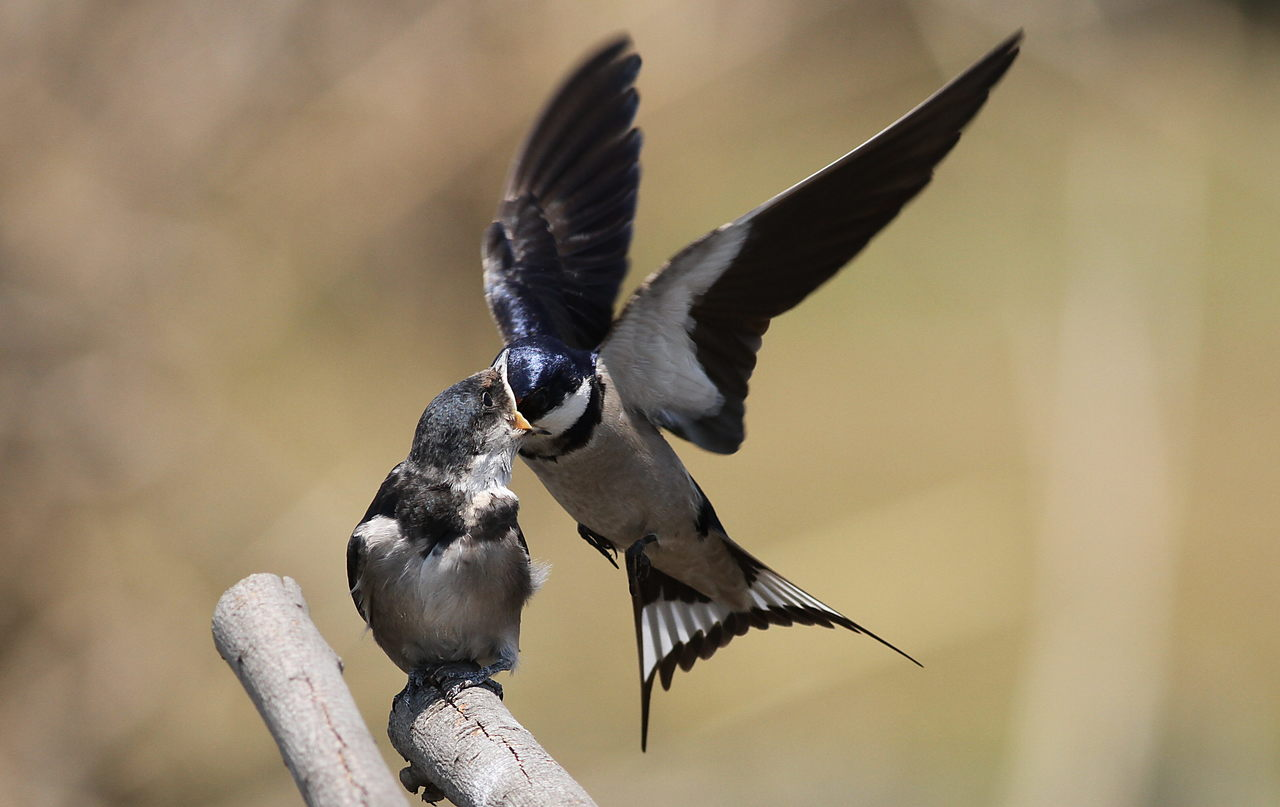
Adult hrănindu-și puiul
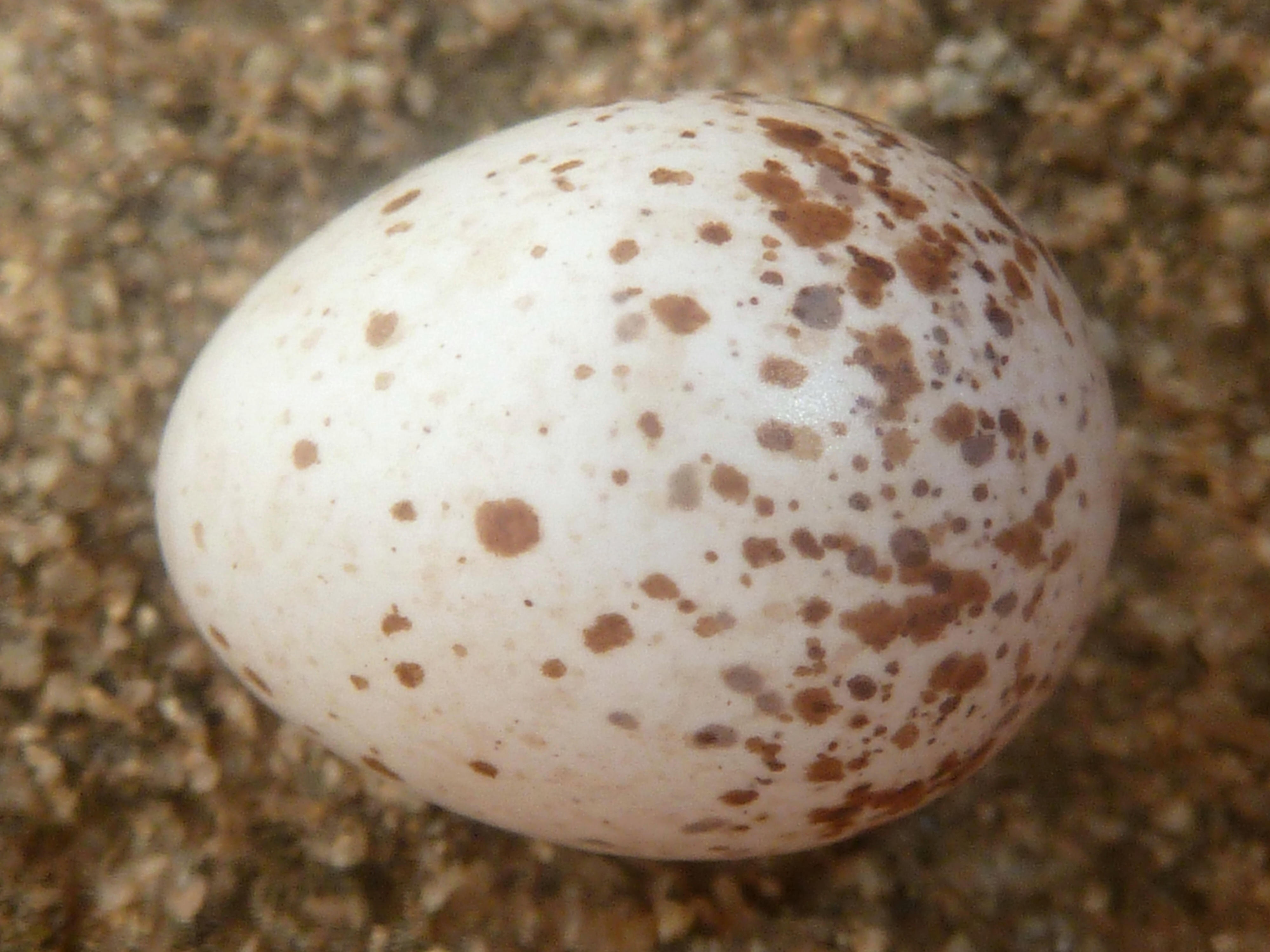
Ou
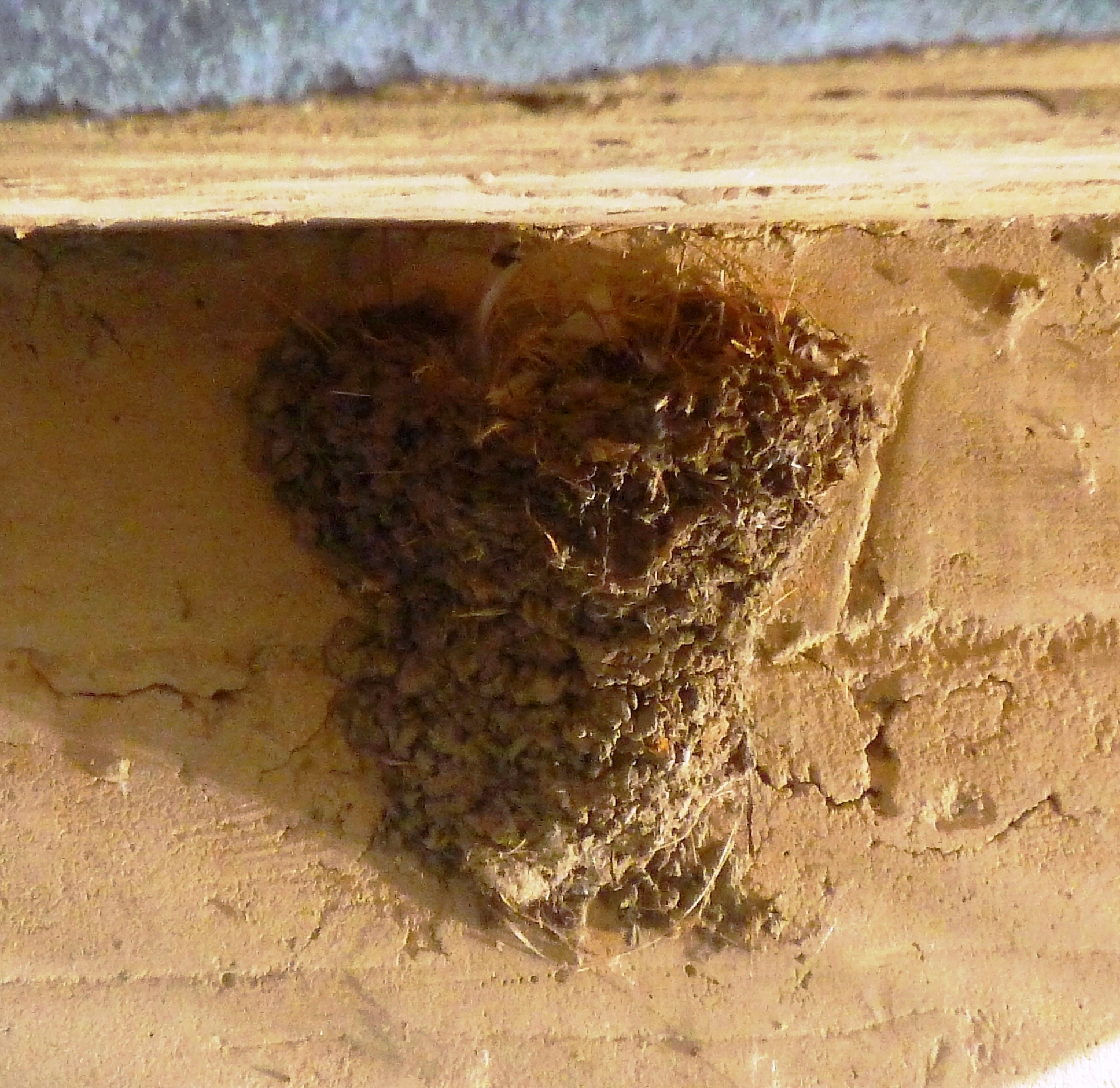
Cuib sub un pod